# Bomolocha zilla
Bomolocha zilla là một loài bướm đêm trong họ Noctuidae.